# Rio Bimberamala
Bimberamala é um rio australiano, ano sudeste de Nova Gales do Sul, o rio começa abaixo do Monte Budawang a uma altitude de 814m e termina a uma altitude de 57.1m fundindo-se com o Rio Clyde. Porque o Rio Bimberamala faz parte do sistema do Rio Clyde o parque Bimberamala contribui para a saúde das águas da área de Batemans Bay.